# Eliseo Branca

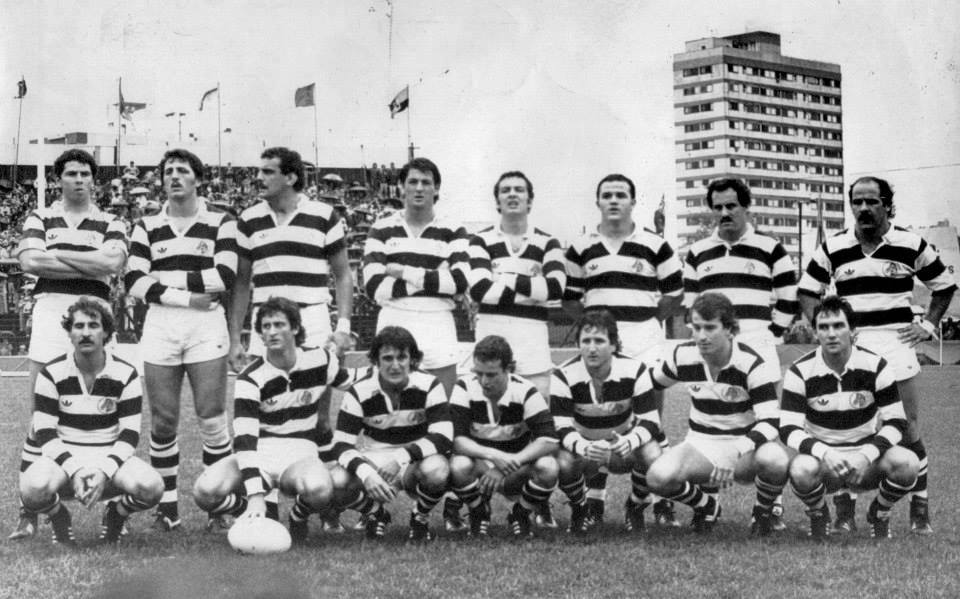
Branca (3 arriba, desde la izquierda) siendo capitán del CASI, 1985.

Eliseo Nicolás Branca (Ciudad de Hurlingham, 20 de septiembre de 1957) es un exrugbier argentino que se desempeñaba como segunda línea. Fue internacional con los Pumas de 1976 a 1990.

## Carrera
Branca jugó hasta 1979 en el club Curupaytí, y luego siguió su carrera en el Club Atlético de San Isidro, donde fue titular indiscutido y luego entrenador. Jugó con otras estrellas del rugby argentino como Jorge Allen, Roberto Cobelo, Gustavo Jorge, Santiago Phelan, Agustín Pichot, Alejandro Puccio y Gabriel Travaglini. Fue reconocido dos veces con el Premio Konex en 1990 y 2000.

## Selección nacional
Carlos Villegas lo convocó a los Pumas por primera vez y con solo 19 años, en octubre de 1976 para un partido contra Gales A.
En los años 1980 formó con el jugador estrella Gustavo Milano e integró los equipos que: empató contra los All Blacks en 1985, triunfó por primera vez contra Les Bleus el mismo año y venció a los Wallabies en 1987.
Disputó su último partido en agosto de 1990 ante la Rosa, siendo la primera victoria contra los ingleses, cuando el entrenador Rodolfo O'Reilly decidió hacer un enorme recambio generacional. En total jugó 39 partidos y marcó 20 puntos, producto de cinco tries.

### Participaciones en Copas del Mundo
Héctor Silva lo llevó a Nueva Zelanda 1987, donde se alineó con Sergio Carossio. Fue su único mundial y años más tarde él, Hugo Porta y otros reconocieron que subestimaron a Fiyi.
| Mundial                       | Sede          | Resultado      | PJ | Tries |
| ----------------------------- | ------------- | -------------- | -- | ----- |
| Copa Mundial de Rugby de 1987 | Nueva Zelanda | Fase de grupos | 3  | 0     |

## Palmarés
- Campeón del Sudamericano de Rugby A de 1985 y 1989.
- Campeón del Campeonato Argentino de Rugby de 1977, 1978, 1979, 1980, 1981, 1982, 1983, 1984, 1986 y 1991.
- Campeón del Torneo de la URBA de 1981, 1982 y 1985.
- Campeón del Torneo Nacional de Clubes de 1995.

Además, como entrenador resultó campeón del Torneo de la URBA de 2005.